# Fáelchú mac Dorbbéni
  Fáelchú  mac Dorbbéni  (né vers 642/643  mort en 724) ecclésiastique irlandais qui fut abbé de Iona de 717 à 724 .

## Origine
L'origine de Fáelchú mac Dorbbéni est inconnue on ignore s'il était lié au Uí Néill. Bien que le nom de son père Dorbbéne soit rare il semble chronologiquement impossible qu'il soit parent avec de l'abbé Dorbbéne Foto de 713 ou du Dorbbéne cité dans le colophon d'Adomnan.

## Iona
Fáelchú, douzième successeur de Colomba devient abbé d'Iona à l'âge de 74 ans après  la mort de Dúnchad mac Cinn Fáelad  en 717. Toutefois dès le 29 aout de l'année précédente il avait assumé la Kathedra ou chaire de Colomba  sans doute parce que Dúnchad était devenu trop âgé ou infirme pour diriger la communauté à cette époque. 
L'abbé déjà âgé de 62 ans lors de la mort d'Adomnam qu'il a servi comme moine, semble clairement appartenir au parti des moines d'Iona favorable à l'acceptation des rites romains et il doit faire face à l'opposition des tenants du christianisme celtique. Pendant les deux dernières années de sa charge un certain Fedlimlid, vraisemblablement un partisan du parti opposé, détient le gouvernement ou principatus de Iona mais il en est écarté en 724 et Fáelchú rétabli dans toutes ses fonctions avant de mourir

## Articles liés
- Iona
- Abbaye d'Iona